# Mazuca liturata
Mazuca liturata är en fjärilsart som beskrevs av Butler 1881. Mazuca liturata ingår i släktet Mazuca och familjen nattflyn. Inga underarter finns listade i Catalogue of Life.